# Japanska kuna
Japanska kuna (Martes melampus) sisavac je unutar roda Martes blisko povezana sa samurom. Pripadnik je potporidice Mustelinae unutar porodice Mustelidae. Duljina tijela dostiže joj u prosjeku polovicu metra, ne ubrajajući pritom i duljinu repa koja iznosi 20 centimetara. Prosječna težina japanske kune iznosi između 1 do 1,5 kilograma. Mužjaci su u pravilu veći od ženki. Boja krzna japanske kune varira od tamnosmeđe i tamnožute s kremasto obojenim vratom.
I mužjaci i ženke ove vrste teritorijalne su naravi, te veličina jedinkinog teritorija ovisi o dostupnosti hrane. Japanska je kuna svejed, preferirajući meso riba, žaba, manjih ptica i sisavaca, no prehranjuje se i kukcima, voćem i sjemenkama kada je potrebno. Spava u jazbinama unutar šupljeg drveta ili podzemnog brloga. 
Postoje tri podvrste japanske kune:
- M. m. melampus živi na nekoliko japanskih otoka.
- M. m. tsuensis obitava na otoku Tsushima, gdje je zakonom zaštićena.
- M. m. coreensis obitava u Sjevernoj i Južnoj Koreji.

## Drugi projekti
|  | Wikivrste imaju podatke o taksonu japanskoj kuni |